# 631-й отдельный разведывательный артиллерийский дивизион
631-й отдельный разведывательный артиллерийский дивизион Резерва Главного Командования — воинское формирование Вооружённых Сил СССР, принимавшее участие в Великой Отечественной войне.
Сокращённое наименование — 631-й орадн РГК.

## История
Сформирован в г. Саранск  28 июля 1943г. В действующей армии с 28.07.1943 по 22.06.1944.
В ходе Великой Отечественной войны вёл артиллерийскую разведку в интересах артиллерии соединений и  объединений Юго-Западного и 3-го Украинского  фронтов.
22 июня 1944 года в соответствии с приказом НКО СССР от 16 мая 1944 года №0019, приказа войскам 1-го Украинского фронта №0051 от 21 мая 1944 года  631-й орадн обращён на формирование  146-й пабр 18-й  армии 1-го Украинского фронта  . .

## Состав
- Штаб
- Хозяйственная часть
- 1-я батарея звуковой разведки (1-я БЗР)
- 2-я батарея звуковой разведки (2-я БЗР)
- батарея топогеодезической разведки (БТР)
- взвод оптической разведки (ВЗОР)
- фотограмметрический взвод (ФГВ)
- хозяйственный взвод

## Подчинение
| Дата                 | Фронт                | Армия         | Корпус | Дивизия | Бригада | Примечания |
| -------------------- | -------------------- | ------------- | ------ | ------- | ------- | ---------- |
| 28.07.43 -20.10.43г. | Юго-Западный фронт   | 46-я армия    | -      | -       | -       | -          |
| 20.10.43 -15.12.43г  | 3-й Украинский фронт | 46-я армия    | -      | -       | -       | -          |
| 15.12.43-1.05.44г.   | 3-й Украинский фронт | 8-я гв. армия | -      | 9-я адп | -       | -          |

## Командование дивизиона
Командир дивизиона
- капитан Пригожин Ефим Ильич
- капитан Гущин Сергей Александрович

Начальник штаба дивизиона
- ст. лейтенант , капитан Гущин Сергей Александрович
- ст. лейтенант Ковалёв Пётр Петрович

Заместитель командира дивизиона по политической части
- капитан, майор Гармашов Василий Стефанович

Помощник начальника штаба дивизиона
- лейтенант Максименко Георгий Исаевич

Помощник командира дивизиона по снабжению

## Командиры подразделений дивизиона
Командир 1-й БЗР
- лейтенант Макаров Николай Пантелеевич

Командир 2-й БЗР
- лейтенант Косач Пётр Гаврилович

Командир БТР
- ст. лейтенант Смирнов Андрей Яковлевич

Командир ВЗОР
- лейтенант Ковалёв Пётр Петрович

Командир ФГВ
- лейтенант Котишевский Дмитрий Николаевич